# Capella de Montserrat (Tortosa)
Capella de Montserrat és una obra del municipi de Tortosa (Baix Ebre) inclosa en l'Inventari del Patrimoni Arquitectònic de Catalunya.

## Descripció
Es tracta d'una edificació situada vora la carretera Simpàtica, en el sector d'urbanització residencial de Tortosa conegut com a Urbanització de la Simpàtica o Mig Camí, enfront de la casa núm. 27.
És un edifici de tres naus de dos trams separades per pilars amb capitell compost. Absis de planta quadrada, amb sagristia adossada. En el primer dels trams de la nau se situa el cor; a les naus laterals d'aquest primer tram dels peus hi correspon un porxo exterior d'arcs de mig punt. La coberta interior és voltada i a l'exterior la teulada és a doble vessant. La decoració interior és austera i de tipus classicitzant.
La façana, rematada per una petita espadanya, presenta porta de mig punt amb una galeria d'obertures rectangulars a sobre, i al damunt quatre plafons d'esmalt i pedra a manera de fornícula dedicats, d'esquerra a dreta, a Montserrat, Sant Salvador d'Horta, Mare de Déu de Montserrat amb la inscripció "Els Consellers de Tortosa a Montserrat" i el Beat Francesc Gil de Federich i Tortosa, aquest amb l'escut de la ciutat.